# Mishmarot
Mishmarot (en hébreu : מִשְׁמָרוֹת) est un kibboutz du nord d'Israël, près de la ville de Pardes Hanna-Karkur.
Situé à quelque 50 mètres d'altitude et à proximité des villages d'Ein Shemer et de Kfar Glickson, il relève de la juridiction du conseil régional de Menashe. En 2021, Mishmarot comptait 1 234 habitants.

## Histoire
Le village est fondé en octobre 1933, pendant Souccot, par des immigrants venus d'Union soviétique, de Lituanie et de Lettonie, sur les terres du Fonds national juif, sous les auspices du Keren HaYesod. Son nom vient de la ferme de Crimée dans laquelle les fondateurs se sont formés, appelée Mishmar (litt. tours de garde). Parmi les anciens résidents notables figurent les musiciens Shalom Hanoch et Meir Ariel (en).
Avant la fondation de l'État d’Israël, Mishmarot abritait les bases secrètes de Fosh et d'Israel Military Industries.